# Prințul Carl Philip, Duce de Värmland
Prințul Carl Philip, Duce de Värmland (Carl Philip Edmund Bertil; n. 13 mai 1979) este al doilea copil și singurul fiu al regelui Carl XVI Gustaf al Suediei și al reginei Silvia. Născut Prinț Moștenitor al Suediei, a deținut acest titlu și prima poziție în ordinea succesiunii la tron timp de șapte luni, până la 1 ianuarie 1980.
La acea dată, a intrat în vigoare o schimbare a Legii Succesiunii, prin introducerea sistemului primogeniturii absolute (primul născut moștenește tronul, indiferent de sex). De atunci, Prințul Carl Philip a pierdut prima poziție în ordinea succesiunii la tron, în favoarea surorii sale mai mari, Victoria, care a devenit astfel Prințesă Moștenitoare. În urma nașterii nepoților săi, Prințesa Estelle și Prințul Oskar, este al patrulea în ordinea succesiunii.
Cu toate acestea, în ordinea succesiunii la tronul britanic, Prințul Carl Philip rămâne înaintea surorii și a nepoților săi, deoarece în Regatul Unit, pentru persoanele născute înainte de 28 octombrie 2011, se aplică sistemul primogeniturii cognatice cu preferință masculină.

## Biografie

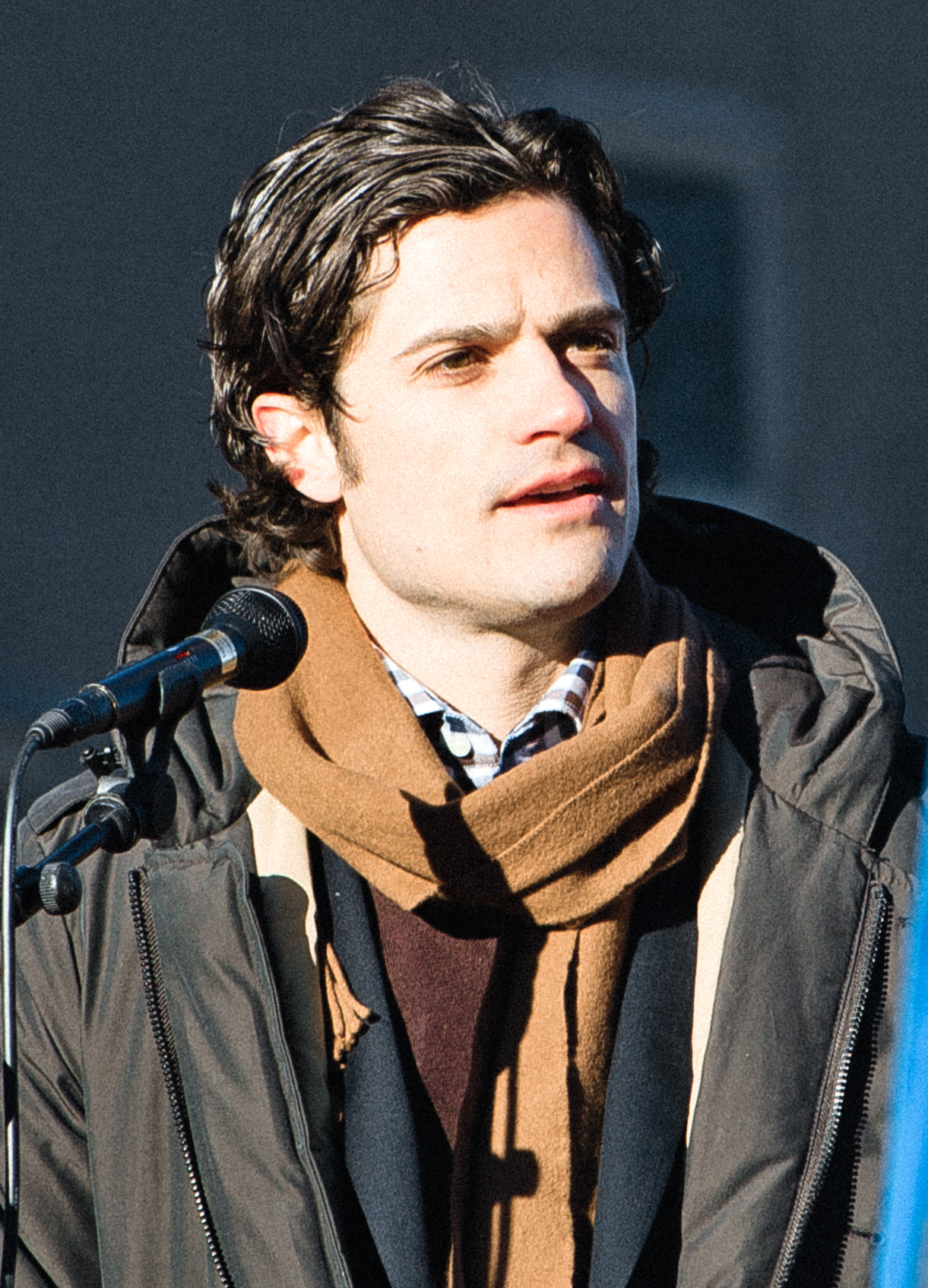
Carl Philip în 2011

A fost botezat la 31 august 1979. Nașii săi sunt: Ducele de Halland, Prințul Leopold de Bavaria, regina Margareta a Danemarcei și Prințesa Birgitta a Suediei.
La 13 iunie 2015, prințul Carl Philip s-a căsătorit la capela Palatului Regal din Stockholm cu Sofia Hellqvist. Primul lor copil, prințul Alexander, s-a născut pe 19 aprilie 2016, iar cel de-al doilea, prințul Gabriel, s-a născut la 31 august 2017. 